# 9층 시사국
《9층 시사국》은 KBS 2TV에서 2023년 2월 1일부터 2023년 12월 30일까지 방송되었던 비평 프로그램이다.

## 역대 방송시간
| 방송 채널 | 방송 기간                           | 방송 시간                            | 비고  |
| --------- | ----------------------------------- | ------------------------------------ | ----- |
| KBS 2TV   | 2023년 2월 1일 ~ 2023년 5월 24일    | 매주 수요일 밤 11시 ~ 11시 45분      |       |
| KBS 2TV   | 2023년 6월 4일 ~ 2023년 11월 5일    | 매주 일요일 밤 10시 55분 ~ 11시 40분 | [ 1 ] |
| KBS 2TV   | 2023년 11월 11일 ~ 2023년 11월 18일 | 매주 토요일 밤 10시 40분 ~ 11시 25분 |       |
| KBS 2TV   | 2023년 11월 25일 ~ 2023년 12월 30일 | 매주 토요일 밤 10시 25분 ~ 11시 10분 |       |

## 타이틀 변천사
| 기수 | 타이틀            | 방송 기간                          |
| ---- | ----------------- | ---------------------------------- |
| 1기  | 미디어 포커스     | 2003년 6월 28일 ~ 2008년 11월 15일 |
| 2기  | 미디어 비평       | 2008년 11월 21일 ~ 2013년 4월 5일  |
| 3기  | 미디어 인사이드   | 2013년 4월 14일 ~ 2016년 4월 17일  |
| 4기  | 저널리즘 토크쇼 J | 2018년 6월 17일 ~ 2020년 12월 13일 |
| 5기  | 질문하는 기자들 Q | 2021년 4월 18일 ~ 2022년 3월 6일   |
| 6기  | 시사멘터리 추적   | 2022년 5월 1일 ~ 2022년 12월 25일  |
| 7기  | 9층 시사국        | 2023년 2월 1일 ~ 2023년 12월 30일  |
| 8기  | 더 보다           | 2024년 2월 18일 ~ 현재             |

## 결방 사유 및 편성 변경
- 2023년 8월 6일 : 세컨 하우스 2 스페셜 편성으로 인한 결방.
- 2023년 9월 24일 ~ 10월 1일 : 2022년 항저우 아시안 게임 중계방송으로 인한 결방.
- 2023년 12월 23일 : 《2023 KBS 연예대상》 편성으로 인한 결방.